# Ninidrina
La ninidrina (o 2,2-diidrossi-1,3-diossoidrindene) è un indicatore altamente selettivo per il rilevamento degli amminoacidi con gruppo amminico primario. Reagisce con essi dando una colorazione azzurro-violetto (assorbimento a 570 nm), tranne con la prolina (è un amminoacido ciclico e presenta quindi un'ammina secondaria) con il quale forma un complesso giallo (assorbimento a 517 nm).
A temperatura ambiente, si presenta come un solido giallo chiaro dall'odore tenue caratteristico. La ninidrina reagisce con il gruppo amminico dell'amminoacido libero; la reazione è veloce ma, talvolta, per velocizzare è necessario il riscaldamento per pochi minuti. È un composto nocivo, irritante.
Viene utilizzata nell'analisi dei vini per la determinazione quantitativa del contenuto di prolina, sfruttando la colorazione caratteristica e l'assorbimento alla lunghezza d'onda associata.
Reagendo con gli amminoacidi contenuti nelle secrezioni eccrine, consente di rilevare le impronte digitali lasciate su superfici porose (carta, tessuto, legno), che sviluppano la tipica colorazione violetta. In genere, la superficie viene spruzzata con una soluzione di ninidrina in acetone o freon.

## Storia
La ninidrina fu scoperta nel 1910 dal chimico tedesco-inglese Siegfried Ruhemann (1859-1943). Nello stesso anno, Ruhemann osservò la reazione di ninidrina con amminoacidi. Nel 1954, gli investigatori svedesi Oden e von Hofsten proposero che la ninidrina potesse essere usata per sviluppare impronte digitali nascoste.

## Reattività
L'atomo di carbonio di un carbonile porta una parziale carica positiva accresciuta da gruppi elettronattrattori vicini come il carbonile stesso. Quindi il carbonio centrale di un composto 1,2,3-tricarbonilico è molto più elettrofilo di uno in un semplice chetone. Pertanto l'indano-1,2,3-trione reagisce facilmente con i nucleofili, compresa l'acqua. Mentre nella maggior parte dei composti carbonilici una forma carbonilica è più stabile di un prodotto di addizione di acqua (idrato), la ninidrina forma un idrato stabile del carbonio centrale a causa dell'effetto destabilizzante dei gruppi carbonilici adiacenti.
Si noti che per generare il cromoforo ninidrina (2-(1,3-diossoindan-2-il)iminoindano-1,3-dione), l'ammina viene condensata con una molecola di ninidrina per dare una base di Schiff. Quindi solo ammoniaca e ammine primarie possono procedere oltre questo passaggio. A questo punto, ci deve essere un idrogeno alfa presente per formare la base di Schiff. Pertanto, le ammine legate ai carboni terziari non reagiscono ulteriormente e quindi non vengono rilevate. La reazione della ninidrina con le ammine secondarie dà un sale di imminio, anch'esso colorato e di solito di colore giallo-arancio.

## Effetti sulla salute
La ninidrina può causare rinite allergica e asma mediati da immunoglobuline E. È stato descritto un caso in cui un tecnico di laboratorio forense che lavorava con la ninidrina ha sviluppato rinite e difficoltà respiratorie; i suoi livelli di IgE specifiche erano quasi raddoppiati.